# Savio Hon Tai-Fai
Savio Hon Tai-Fai SDB (chiń. upr. 韩大辉; chiń. trad. 韓大輝; pinyin Hán Dàhuī; ur. 21 października 1950 w Hongkongu) – chiński duchowny katolicki, arcybiskup, nuncjusz apostolski w Grecji w latach 2017-2022, nuncjusz apostolski na Malcie od 2022.

## Życiorys

### Młodość i prezbiterat
Po ukończeniu szkoły salezjańskiej w 1975 złożył wieczyste śluby zakonne w Zgromadzeniu Salezjańskim. 17 lipca 1982 otrzymał święcenia kapłańskie z rąk Johna Wu Cheng-chunga. Studiował w Londynie oraz na Papieskim Uniwersytecie Salezjańskim. Był m.in. rektorem domu prowincjalnego, prowincjałem oraz moderatorem kapituły generalnej zakonu odbytej w 2002. W 1999 został członkiem Papieskiej Akademii Teologicznej. Od 2004 jest członkiem Międzynarodowej Komisji Teologicznej.

### Episkopat
23 grudnia 2010 został mianowany przez Benedykta XVI sekretarzem Kongregacji ds. Ewangelizacji Narodów oraz arcybiskupem tytularnym diecezji Sila. Sakry biskupiej 5 lutego 2011 udzielił mu papież Benedykt XVI wraz z towarzyszeniem kardynałów Angelo Sodano i Tarcisio Bertone.
28 września 2017 papież Franciszek mianował go nuncjuszem apostolskim w Grecji. 24 października 2022 papież Franciszek mianował go nuncjuszem apostolskim na Malcie, 19 maja 2023 akredytowany również w Libii.